# Marina Hegering
Marina Hegering (Bocholt, 17 de maio de 1990) é uma futebolista alemã que atua como zagueiro. Atualmente joga pelo VfL Wolfsburg.

## Carreira nos clubes
Marina Hegering começou sua carreira no DJK SV Lowick 1930. Ela jogou com eles por doze anos, mais recentemente na classe masculina de desempenho B-Juvenil. Aos 16 anos, ela mudou para o FCR 2001 Duisburg, por cujo time da Bundesliga ela jogou até 2011. Em 19 de agosto de 2007 (Dia 1), ela fez sua estreia competitiva em uma vitória por 1–0 fora de casa contra o Hamburger SV. Ela marcou duas vezes em 6 de abril de 2008 (Dia 14) em uma vitória por 7–1 em casa contra o TSV Crailsheim para seus primeiros gols na Bundesliga. Na temporada 2010/11, uma lesão persistente no calcanhar a forçou a ficar longe do jogo. Durante sua afiliação ao clube, ela ganhou a Copa DFB duas vezes e a Copa UEFA uma vez.
Para a temporada 2011/12, ela assinou um contrato de dois anos com o Bayer 04 Leverkusen. Depois de se recuperar da lesão no calcanhar, ela jogou sua primeira partida por eles em 13 de abril de 2013 (18ª rodada) em um empate sem gols em casa contra o SGS Essen. Ela se juntou ao SGS Essen no início da temporada 2017/18. Com sua equipe, ela chegou à final da Copa DFB contra o VfL Wolfsburg em 4 de julho de 2020 e marcou duas vezes, mas foi derrotada por 4 a 2 nos pênaltis.
Em 24 de abril de 2020, ela foi contratada pelo Bayern de Munique para a temporada 2020/21 e recebeu um contrato que expirou em 30 de junho de 2022.
Ela foi contratada pelo VfL Wolfsburg em 2022. Ela recebeu um contrato de quatro anos até 2026. Ela possui uma licença de treinadora B+.

## Carreira internacional
Depois que Marina Hegering jogou na seleção sub-13 de Niederrhein e na equipe sub-15 da copa nacional da FVN, ela fez sua estreia em 3 de setembro de 2004 como jogadora nacional da seleção nacional sub-15, que jogou a partida internacional de teste contra a seleção do Canadá e perdeu por 1–5. Em 2 de setembro de 2005, ela completou sua sétima e última aparição nesta faixa etária em um empate sem gols contra a seleção deste país. Ela marcou um gol internacional sub-15 em 29 de agosto de 2005 em uma vitória por 7–0 sobre a Escócia, fazendo 6–0 no 33º minuto.
Pela seleção nacional sub-17, ela jogou 22 partidas internacionais entre 12 de outubro de 2005 e 7 de julho de 2007 e marcou um gol. Entre 21 de outubro de 2007 e 19 de julho de 2009, ela jogou onze partidas internacionais pela seleção nacional sub-19. Ela participou com ela do Campeonato Europeu realizado de 13 a 25 de julho de 2009 na Bielorrússia. Depois que ela jogou em três jogos da fase preliminar, seu time foi para casa.
Ela participou de duas Copas do Mundo pela seleção nacional sub-20  pela qual jogou 18 vezes. A primeira ocorreu no Chile, de 20 de novembro a 7 de dezembro de 2008. Ela e sua equipe terminaram em terceiro após vencer a França por 5–3. Sua segunda Copa do Mundo ocorreu de 13 de julho a 1 de agosto de 2010 em seu próprio país, da qual ela e sua equipe emergiram como campeãs mundiais.
Ela fez sua estreia pela seleção principal alemã em 6 de abril de 2019 em Solna em uma vitória por 2 a 1 em um amistoso contra a seleção sueca. Para a Copa do Mundo FIFA de 2019, ela foi convocada para o time pela técnica nacional Martina Voss-Tecklenburg. Ela chegou às quartas de final com a seleção nacional.
Para o Campeonato Europeu de 2022 na Inglaterra, ela foi convocada por Voss-Tecklenburg no elenco. A equipe alemã chegou à final, mas foi derrotada pela Inglaterra e terminou como vice-campeã. Hegering jogou em todas as seis partidas. Após o torneio, Hegering foi eleita a "Eleven do Torneio" pela comissão técnica da UEFA.
Após as Olimpíadas de Verão de 2024, onde os alemães conquistaram a medalha de bronze, ela anunciou sua aposentadoria do futebol internacional.

## Títulos
FCR 2001 Duisburg
- Liga dos Campeões: 2008–09
- DFB-Pokal: 2008–09, 2009–10

Bayern München
- Bundesliga: 2020–21

VfL Wolfsburg
- DFB-Pokal: 2022–23

Alemanha
- Jogos Olímpicos: 2024 (medalha de bronze)[13]